# اليابان خلال الحرب العالمية الثانية

الخريطة السياسية لجنوب شرق آسيا في 1939

قبل الهجوم على بيرل هاربر، كانت الإمبراطورية اليابانية قد بدأت بالفعل في التوسع في منشوريا (1931) ومنغوليا الداخلية (1936) وجيهول (1933) والصين (1937) وفي مناطق وجزر أخرى خلال الحرب العالمية الأولى. دخلت الإمبراطورية اليابانية الحرب العالمية الثانية في 27 سبتمبر 1940، بعد التوقيع على الاتفاقية الثلاثية مع ألمانيا وإيطاليا والغزو الياباني للهند الصينية الفرنسية، على الرغم من ذلك، لم تدخل الولايات المتحدة الحرب إلا بعد هجوم اليابان على بيرل هاربور في 7 ديسمبر 1941. على مدار سبع ساعات، كانت هناك هجمات يابانية منسقة على المناطق الخاضعة لسيطرة الولايات المتحدة، والتي شملت الفلبين وجوام وجزيرة وايك، وعلى الإمبراطورية الهولندية في الهند الشرقية الهولندية وتايلاند والإمبراطورية البريطانية في بورنيو ومالايا وهونغ كونغ. كانت الأهداف الاستراتيجية للهجوم هي شل حركة الأسطول الأمريكي في المحيط الهادئ، والاستيلاء على حقول النفط في جزر الهند الشرقية الهولندية، والحفاظ على النفوذ الياباني في الصين وشرق آسيا وكوريا، بالإضافة إلى زيادة التوسع الخارجي للإمبراطورية اليابانية لإنشاء محيط دفاعي هائل حول الأراضي المُحتلة حديثًا.

## الاستعداد للحرب
كان هجوم اليابان على الولايات المتحدة مثيرًا للجدل في الأوساط اليابانية. توقعت مجموعات الدراسة اليابانية حدوث كارثة في حال نشوب حرب بين اليابان والولايات المتحدة، وكان الاقتصاد الياباني يعاني بالفعل لمواكبة الحرب مع الصين. مع ذلك، فرضت الولايات المتحدة حظرًا نفطيًا على اليابان ورفضت اليابان مطالب الولايات المتحدة بالانسحاب غير المشروط من الصين وتوقيع اتفاقيات عدم الهجوم مع قوى المحيط الهادئ الأخرى. في ظل الحظر النفطي الأمريكي بالإضافة إلى تضاؤل الاحتياطيات المحلية، قررت الحكومة اليابانية تنفيذ خطة وضعها الفرع العسكري بقيادة أوسامي ناجانو وإيزوروكو ياماموتو لقصف القاعدة البحرية الأمريكية في هاواي، وبالتالي إدخال الولايات المتحدة الدول في الحرب العالمية الثانية إلى جانب الحلفاء. في 4 سبتمبر 1941، اجتمع مجلس الوزراء الياباني للنظر في خطط الحرب التي أعدها المقر الإمبراطوري العام، وقرر:
ستكمل إمبراطوريتنا، لغرض الدفاع عنها وحفظها، استعدادات الحرب...... لخوض الحرب مع الولايات المتحدة وبريطانيا العظمى وهولندا إذا لزم الأمر. ستتخذ إمبراطوريتنا في نفس الوقت جميع التدابير الدبلوماسية الممكنة تجاه الولايات المتحدة وبريطانيا العظمى، وبالتالي تحقيق أهدافنا... في حال انعدام احتمال تلبية مطالبنا في الأيام العشرة الأولى من أكتوبر من خلال المفاوضات الدبلوماسية المذكورة أعلاه، سنقرر على الفور بدء الهجوم على الولايات المتحدة وبريطانيا وهولندا.
كان لنائب الأدميرال إيسوروكو ياماموتو، والمهندس الرئيسي للهجوم على بيرل هاربور، مخاوف شديدة بشأن الحرب مع الولايات المتحدة. قضى ياماموتو وقتًا في الولايات المتحدة خلال شبابه عندما كان طالب لغات في جامعة هارفارد (بين عامي 1919 و1921) ثم عمل لاحقًا ملحقًا بحريًا مساعدًا في العاصمة واشنطن. مدركًا المخاطر الكامنة للحرب مع الولايات المتحدة، حذر ياماموتو زملائه قائلًا: «يمكننا الجموح لستة أشهر أو ربما لعام، ولكن بعد ذلك، لا ثقة لدي مطلقًا».

## الاعتداءات اليابانية
شنت البحرية الإمبراطورية اليابانية هجومها مفاجئ على بيرل هاربور، أواهو، في هاواي، صباح الأحد، 7 ديسمبر، 1941. تكبد أسطول المحيط الهادئ التابع للبحرية الأمريكية والقوات الجوية للجيش والقوات الجوية البحرية خسائر كبيرة. كان الهدف الأساسي للهجوم هو إعاقة الولايات المتحدة لفترة كافية حتى تتمكن اليابان من تأسيس إمبراطوريتها في جنوب شرق آسيا وإنشاء مناطق دفاع عازلة. ومع ذلك، مثلما كان يخشى الأدميرال ياماموتو، لم ينتج عن الهجوم ضرر دائم للبحرية الأمريكية، وتجاهلت اليابان أهداف رئيسية مثل حاملات الطائرات الثلاث لأسطول المحيط الهادئ والمرافق البحرية المهمة، التي كان من الممكن أن يؤدي تدميرها إلى شل الأسطول. رأى الشعب الأمريكي أن الهجوم كان بربريًا وغادرًا وتوحدوا ضد الإمبراطورية اليابانية. دخلت الولايات المتحدة الجانب الأوروبي للحرب والمحيط الهادئ بكامل قوتها. بعد أربعة أيام، أعلن أدولف هتلر من ألمانيا، وبينيتو موسوليني من إيطاليا الحرب على الولايات المتحدة ما دمج الصراعين المنفصلين. في أعقاب الهجوم على بيرل هاربور، شن اليابانيون هجمات ضد قوات الحلفاء في شرق وجنوب شرق آسيا، بالإضافة لهجمات متزامنة على هونغ كونغ البريطانية وتايلاند ومالايا البريطانية والهند الشرقية الهولندية وغوام وجزيرة وايك وجزر جيلبرت وبورنيو والفلبين.
بحلول عام 1942، شنت الإمبراطورية اليابانية هجمات في غينيا الجديدة وسنغافورة وبورما ويونان والهند وسولومون وتيمور وجزيرة كريسماس وجزر أندامان.

## الغارات الجوية على اليابان
بعد تأمين المطارات في سايبان وغوام في صيف عام 1944، نفذت القوات الجوية للجيش الأمريكي حملة قصف إستراتيجية مكثفة باستخدام القنابل الحارقة، لحرق المدن اليابانية في محاولة لسحق الصناعة اليابانية وتحطيم معنوياتها. أدت غارة عملية ميتنجهاوس على طوكيو ليلة 9 و10 مارس 1945 إلى مقتل نحو 100000 مدني. قُتل ما بين 350000 و500000 مدني في 66 مدينة يابانية أخرى نتيجة لحملة القصف الحارقة على اليابان. بالتزامن مع هذه الهجمات، أعيقت عمليات الشحن الساحلية المهمة لليابان بشدة نتيجة الألغام الجوية المكثف في عملية ستارفيجن الأمريكية. على الرغم من ذلك، لم تنجح هذه الجهود في إقناع الجيش الياباني بالاستسلام. في منتصف أغسطس 1945، ألقت الولايات المتحدة قنبلتين نوويتين على مدينتي هيروشيما وناغازاكي اليابانيتين. كان هذا الهجوم النووي الحربي الأول والأخير. قتلت هاتان القنبلتان ما بين من 120000 و140000 شخص في غضون دقائق، كما قُتل العديد نتيجة الإشعاع النووي في الأسابيع والأشهر والسنوات التالية. قتلت القنبلتان نحو 140000 شخص في هيروشيما و80000 في ناجازاكي بحلول نهاية عام 1945.

### عودة الاتحاد السوفياتي
على الرغم من اتفاقية الحياد السوفيتية اليابانية، اتفقت الولايات المتحدة والمملكة المتحدة والاتحاد السوفيتي، خلال اتفاقية يالطا في فبراير 1945، على دخول الاتحاد السوفيتي الحرب ضد اليابان في غضون ثلاثة أشهر من هزيمة ألمانيا في أوروبا. أدت هذه الحرب السوفيتية اليابانية إلى سقوط الاحتلال الياباني لمنشوريا، والاحتلال السوفيتي لجزيرة سكالين الجنوبية، وشكلت تهديدًا حقيقيًا يتمثل في غزو السوفيت للجزر الرئيسية اليابانية. كان هذا عاملًا مهمًا في القرار الياباني للاستسلام للولايات المتحدة والحصول على بعض الحماية، بدلًا من مواجهة الغزو السوفيتي إضافةً للهزيمة أمام الولايات المتحدة. وبالمثل، كانت الأعداد المهيمنة لجيش الاتحاد السوفيتي في أوروبا عاملًا في قرار الولايات المتحدة باستخدام الأسلحة الذرية واستعراض قوتها أمام السوفيت، في حين أصبح انتصار الحلفاء في أوروبا يتطور إلى تقسيم ألمانيا وبرلين وتقسيم أوروبا بالستار الحديدي والحرب الباردة اللاحقة.

## استلام واحتلال اليابان
بعد تجاهل إعلان بوتسدام، استسلمت الإمبراطورية اليابانية، ما مثل نهاية الحرب العالمية الثانية، بعد القصف النووي لهيروشيما وناغازاكي وإعلان الحرب من قبل الاتحاد السوفيتي. في خطاب إذاعي وطني في 15 أغسطس، أعلن الإمبراطور هيروهيتو استسلام اليابان. تلا ذلك فترة تُعرف باسم اليابان المحتلة بعد الحرب، بقيادة الجنرال الأمريكي دوغلاس ماك آرثر لمراجعة الدستور الياباني والنزع العسكري لليابان. استمر احتلال الحلفاء، الذي شمل مساعدة اقتصادية وسياسية، حتى خمسينات القرن العشرين. أمرت قوات الحلفاء اليابان بإلغاء دستور ميجي وفرض دستور اليابان، واستبدال تسمية إمبراطورية اليابان باسم اليابان فقط في 3 مايو 1947. تبنت اليابان نظامًا سياسيًا برلمانيًا، وأصبح منصب الإمبراطور رمزيًا فقط.

## جرائم الحرب اليابانية
أُدين العديد من القادة السياسيين والعسكريين اليابانيين بارتكاب جرائم حرب أمام محكمة طوكيو ومحاكم الحلفاء الأخرى في آسيا. مع ذلك، جرى تبرئة جميع أفراد العائلة الإمبراطورية المتورطين في الحرب، مثل الإمبراطور شووا، من الملاحقات الجنائية من قبل دوغلاس ماك آرثر. ارتكب الجيش الياباني قبل وأثناء الحرب العالمية الثانية العديد من الفظائع ضد المدنيين والعسكريين. أدى هجوم اليابان المفاجئ على بيرل هاربور في 7 ديسمبر 1941، قبل إعلان الحرب ودون سابق إنذار، إلى مقتل 2403 عسكريًا ومدنيًا محايدين وإصابة 1247 آخرين. قام اليابانيون بعمليات ذبح واغتصاب ونهب على نطاق واسع ضد المدنيين، وأبرزها مذبحة سوك تشينغ ونانجينغ، واستخدموا نحو 200000 «امرأة متعة» أُجبرن على العمل كبائعات هوى لصالح الجيش الياباني.
شارك الجيش الإمبراطوري الياباني أيضًا في إعدام أفراد جيش الحلفاء وأسرى الحرب ومعاملتهم بقصوى. أجرت الوحدة 731 تجارب بيولوجية على أسرى الحرب والمدنيين؛ وشمل ذلك استخدام أسلحة بيولوجية وكيميائية أذن بها الإمبراطور شووا. وفقًا للندوة الدولية لعام 2002 حول جرائم الحرب الجروثومية البيولوجية، قُدر عدد الأشخاص الذين قُتلوا في الشرق الأقصى بسبب الحرب الجرثومية اليابانية والتجارب البشرية بنحو 580000. حصل أعضاء الوحدة 731، بمن فيهم الجنرال الملازم شيرو إيشي، على حصانة من الجنرال ماك آرثر مقابل بيانات الحرب الجرثومية التي جُربت على البشر. أُبرمت الصفقة في عام 1948. استخدم الجيش الإمبراطوري الياباني بشكل متكرر الأسلحة الكيميائية. مع ذلك، بسبب الخوف من الانتقام، لم تُستخدم هذه الأسلحة أبدًا ضد الغربيين، بل ضد الآسيويين الآخرين فقط الذين اعتبرتهم البروباغندا الإمبراطورية «حقراء». مثلًا، سمح الإمبراطور باستخدام الغاز السام 375 مرةً منفصلة خلال معركة ووهان بين أغسطس وأكتوبر 1938.